# Fort-Moville
Fort-Moville és un municipi francès situat al departament de l'Eure i a la regió de Normandia. L'any 2007 tenia 376 habitants.

## Demografia

### Població
El 2007 la població de fet de Fort-Moville era de 376 persones. Hi havia 144 famílies, de les quals 32 eren unipersonals (32 homes vivint sols), 48 parelles sense fills i 64 parelles amb fills.
La població ha evolucionat segons el següent gràfic:
Habitants censats

### Habitatges
El 2007 hi havia 226 habitatges, 147 eren l'habitatge principal de la família, 73 eren segones residències i 6 estaven desocupats. 220 eren cases i 4 eren apartaments. Dels 147 habitatges principals, 125 estaven ocupats pels seus propietaris, 18 estaven llogats i ocupats pels llogaters i 4 estaven cedits a títol gratuït; 3 tenien una cambra, 9 en tenien dues, 22 en tenien tres, 42 en tenien quatre i 71 en tenien cinc o més. 104 habitatges disposaven pel capbaix d'una plaça de pàrquing. A 67 habitatges hi havia un automòbil i a 69 n'hi havia dos o més.

### Piràmide de població
La piràmide de població per edats i sexe el 2009 era:
| Homes | Edats   | Dones |
| ----- | ------- | ----- |
| 0     | 95 o +  | 0     |
| 0     | 90 a 94 | 0     |
| 0     | 85 a 89 | 0     |
| 8     | 80 a 84 | 0     |
| 8     | 75 a 79 | 8     |
| 12    | 70 a 74 | 8     |
| 4     | 65 a 69 | 4     |
| 4     | 60 a 64 | 8     |
| 0     | 55 a 59 | 12    |
| 8     | 50 a 54 | 4     |
| 16    | 45 a 49 | 12    |
| 16    | 40 a 44 | 12    |
| 16    | 35 a 39 | 16    |
| 8     | 30 a 34 | 8     |
| 16    | 25 a 29 | 12    |
| 4     | 20 a 24 | 4     |
| 12    | 15 a 19 | 8     |
| 8     | 10 a 14 | 12    |
| 8     | 5 a 9   | 12    |
| 4     | 0 a 4   | 8     |

## Economia
El 2007 la població en edat de treballar era de 244 persones, 187 eren actives i 57 eren inactives. De les 187 persones actives 174 estaven ocupades (99 homes i 75 dones) i 13 estaven aturades (2 homes i 11 dones). De les 57 persones inactives 21 estaven jubilades, 11 estaven estudiant i 25 estaven classificades com a «altres inactius».

### Ingressos
El 2009 a Fort-Moville hi havia 149 unitats fiscals que integraven 401 persones, la mediana anual d'ingressos fiscals per persona era de 18.345 €.

### Activitats econòmiques
Dels 16 establiments que hi havia el 2007, 5 eren d'empreses de construcció, 5 d'empreses de comerç i reparació d'automòbils, 1 d'una empresa d'hostatgeria i restauració, 4 d'empreses de serveis i 1 d'una empresa classificada com a «altres activitats de serveis».
Dels 4 establiments de servei als particulars que hi havia el 2009, 1 era un paleta, 2 fusteries i 1 lampisteria.
L'únic establiment comercial que hi havia el 2009 era una botiga d'electrodomèstics.
L'any 2000 a Fort-Moville hi havia 27 explotacions agrícoles que ocupaven un total de 525 hectàrees.

## Poblacions més properes
El següent diagrama mostra les poblacions més properes.